# Дуйсембаев, Масхут Куликбаевич
Дуйсембаев, Масхут Куликбаевич (15 августа 1949, с. Сергиополь, Аягозского района, Семипалатинской области, КазССР, СССР — 1996) — первый секретарь Экибастузского горкома КП Казахстана (1985—1988) и Павлодарского горкома Компартии Казахстана (1990—1991); 
Биография:

1971г Выпускник Томского Политехнического Института. 
Секретарь Комитета Комсомола ПТЗ;

1976г 2-й секретарь обкома комсомола;

1981г 2-й секретарь горкома партии;

1985г Секретарь горкома партии Экибастуза;

1989г 2-й секретарь Павлодарского обкома партии;

1990г Депутат Верховного Совета КазССР
Президент холдинга "Казахсельхозмаш"

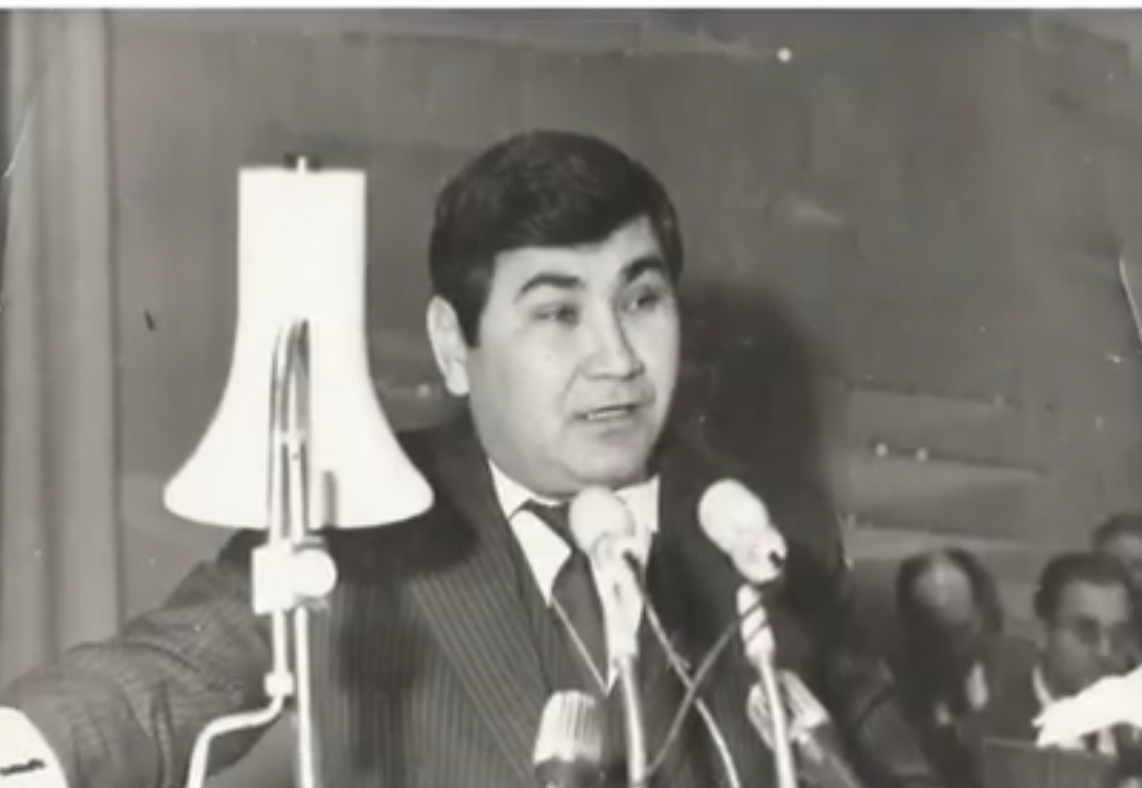
career

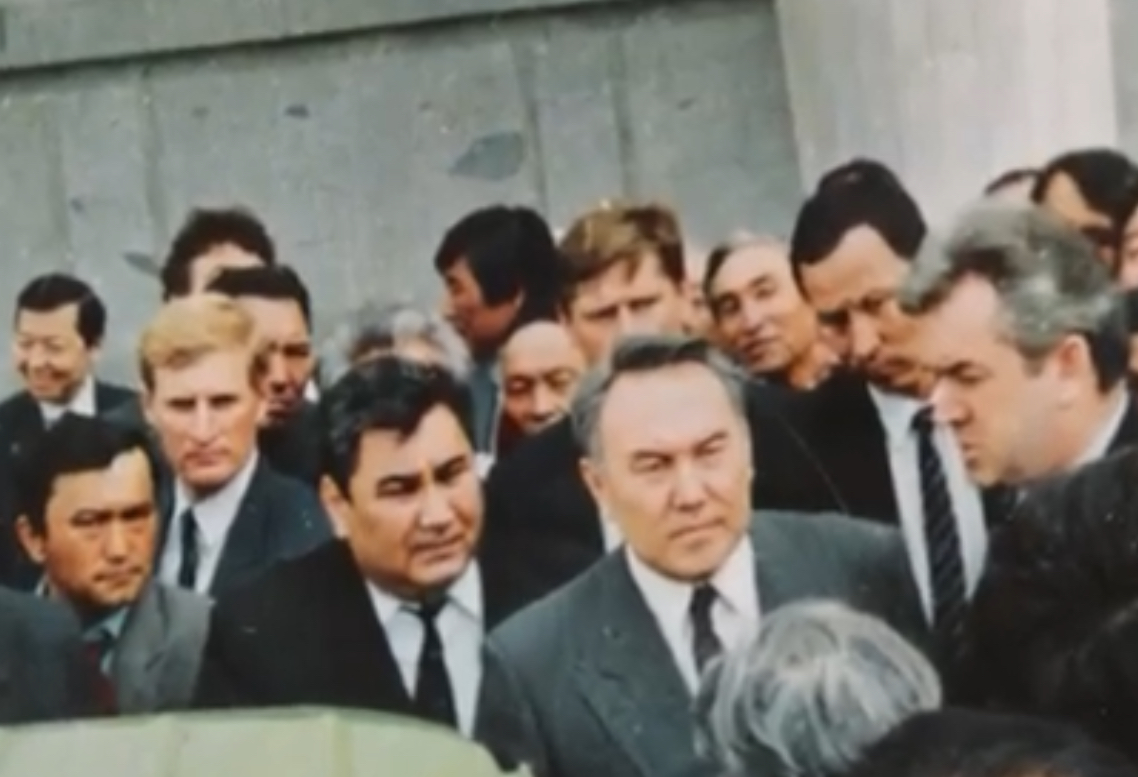
career

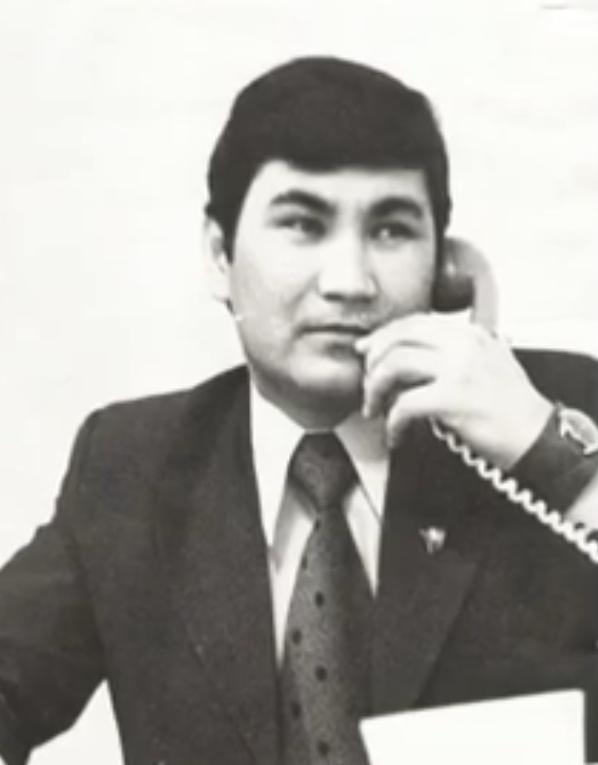
career

.

## Биография
Окончил Томский политехнический институт им. С. М. Кирова (1971) и Алма-Атинскую высшую партшколу (1987). С мая 1985 по октябрь 1988 первый секретарь Экибастузского горкома КП Казахстана. Награждён орденом «Курмет» (1995), памятной моделью «Астана» (1998). В память о Дуйсембаеве названа улица (бывший 1-й Северный проезд в 3 микрорайоне, начинается от улицы Пшенбаева, пересекает ул. Горняков и заканчивается проспектом М. Ауэзова).